# Simplicia marginata
Simplicia marginata là một loài bướm đêm trong họ Noctuidae.